# Приходь та візьми
«Приходь та візьми» (англ. Come and Get It) — драма режисера Говарда Гоукса, яка вийшла у 1936 році. Екранізація однойменного роману Едни Фарбер.

## Сюжет
Безжальний бригадир лісорубів Барні Глазго не зупиниться ні перед чим, щоб досягти своєї мети, колись стати начальником лісозаготівельного підприємства в Вісконсіні 19 століття. Його рішучість досягти успіху приводить до розриву стосунків із салонною співачкою Лоттою Морган та одруження з Еммою Луїзою Г'юїтт, дочкою свого боса Джеда Г'юїтта, щоб отримати партнерство в його бізнесі.

## У ролях
- Едвард Арнольд — Барні Глазго
- Франціс Фармер — Лотта Морган / Лотта Бостром
- Волтер Бреннан — Свен Бостром
- Джоел Маккрі — Річард Глазго
- Маді Кристіянс — Карі